# У коханні дозволено все
«У коханні дозволено все» (англ. All's Faire in Love) — комедійна стрічка 2009 року, у якій ролі виконали Крістіна Річчі, Овен Бенжамін, Седрік «Розважальник».

## Сюжет
Кейт кидає роботу в фінансовій сфері та влаштовується працювати в театр. Там вона знайомиться з Віллом, якого професор примусив приєднатися до трупи, щоб студент відпрацював пропущенні заняття.
Події вистави розгортаються у середньовічні часи. Ролі статистів виконують жителі Мічигана — учасники справжнього ярмарку. Ярмарком керує королева, яка проводить турніри. По закінченню сезону лицарів-переможців відносять до дворян, а невдах — до кріпаків.

## У ролях
| Актор                 | Роль              |
| --------------------- | ----------------- |
| Овен Бенжамін         | Вілл              |
| Крістіна Річчі        | Кейт              |
| Луїза Гріффітс        | Джо               |
| Кріс Вайлд            | принц Ранк        |
| Седрік «Розважальник» | професор Шокворті |
| Меттью Ліллард        | Крокетт           |
| Енн-Маргрет           | місис Бенкс       |
| Сандра Тейлор         | принцеса Джанетт  |
| Білл Інгвалл          | містер Мендельсон |

## Створення фільму

### Виробництво
Зйомки фільму проходили у Флінті та Голлі, Мічиган, а також у Тампі, Флорида.

### Знімальна група
- Кінорежисер — Скотт Маршалл
- Сценаристи — Р. А. Вайт, Скотт Маршалл, Джеффрі Рей Вайн
- Кінопродюсер — Ділан Селлерс
- Композитор — Джефф Кардоні
- Кінооператор — Марк Ірвін
- Кіномонтаж — Джош Маскатін, Тара Тімпон
- Художник-постановник — Джон Коллінз
- Артдиректори — Джон Пол Джонс, Ліндсі Морган
- Художник-декоратор — Кет Вілсон
- Художник з костюмів — Донна Баклі, Гарі Джонс
- Підбір акторів — Аня Коллофф, Моніка Міккелсен[2].

## Сприйняття

### Критика
Фільм отримав негативні відгуки. На сайті Rotten Tomatoes оцінка стрічки становить 7 % на основі 14 відгуків від критиків (середня оцінка 2,5/10) і 42 % від глядачів із середньою оцінкою 2,9/5 (665 голосів). Фільму зарахований «гнилий помідор» від кінокритиків та «розсипаний попкорн» від глядачів, Internet Movie Database — 5,0/10 (762 голоси), Metacritic — 17/100 (9 відгуків критиків).

### Номінації та нагороди
| Нагороди та номінації фільму «У коханні дозволено все» | Нагороди та номінації фільму «У коханні дозволено все» | Нагороди та номінації фільму «У коханні дозволено все» | Нагороди та номінації фільму «У коханні дозволено все» | Нагороди та номінації фільму «У коханні дозволено все» | Нагороди та номінації фільму «У коханні дозволено все» |
| Рік                                                    | Кінофестиваль/кінопремія                               | Категорія/нагорода                                     | Номінант                                               | Результат                                              |                                                        |
| ------------------------------------------------------ | ------------------------------------------------------ | ------------------------------------------------------ | ------------------------------------------------------ | ------------------------------------------------------ | ------------------------------------------------------ |
| 2009                                                   | Міжнародний кінофестиваль у Юджині                     | Найкращий комедійний фільм                             | Скотт Маршалл                                          | Перемога                                               |                                                        |